# Loft
Pour les articles homonymes, voir Loft (homonymie).
 (décembre 2012).
Si vous disposez d'ouvrages ou d'articles de référence ou si vous connaissez des sites web de qualité traitant du thème abordé ici, merci de compléter l'article en donnant les références utiles à sa vérifiabilité et en les liant à la section « Notes et références ».

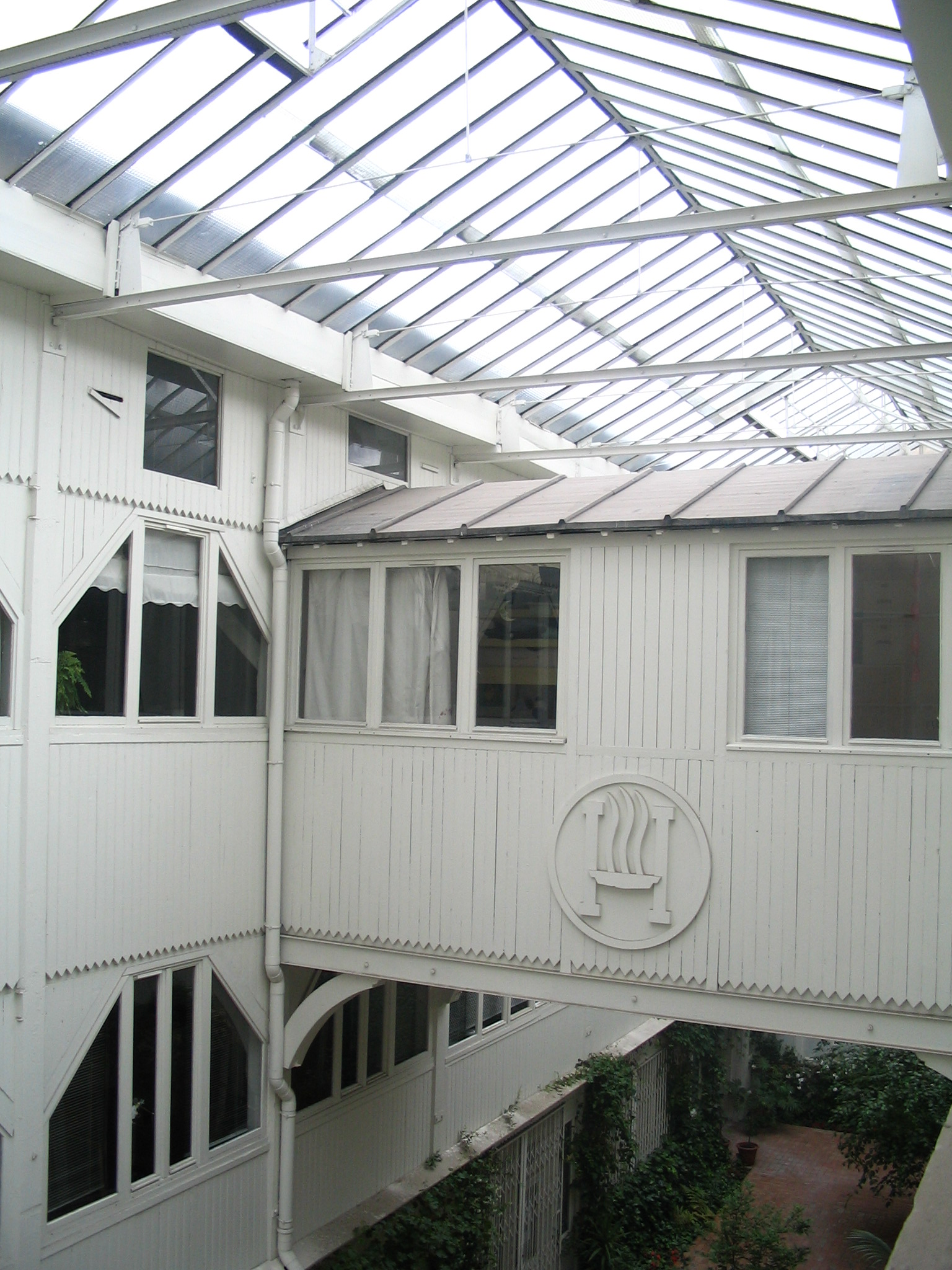
Un entrepôt transformé en lofts, à Paris 18e.

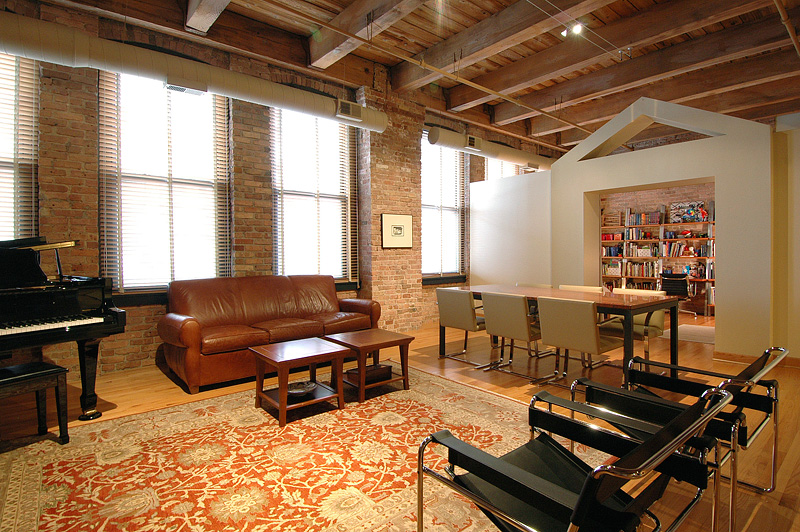
Un ancien local d'imprimerie converti en loft à Chicago

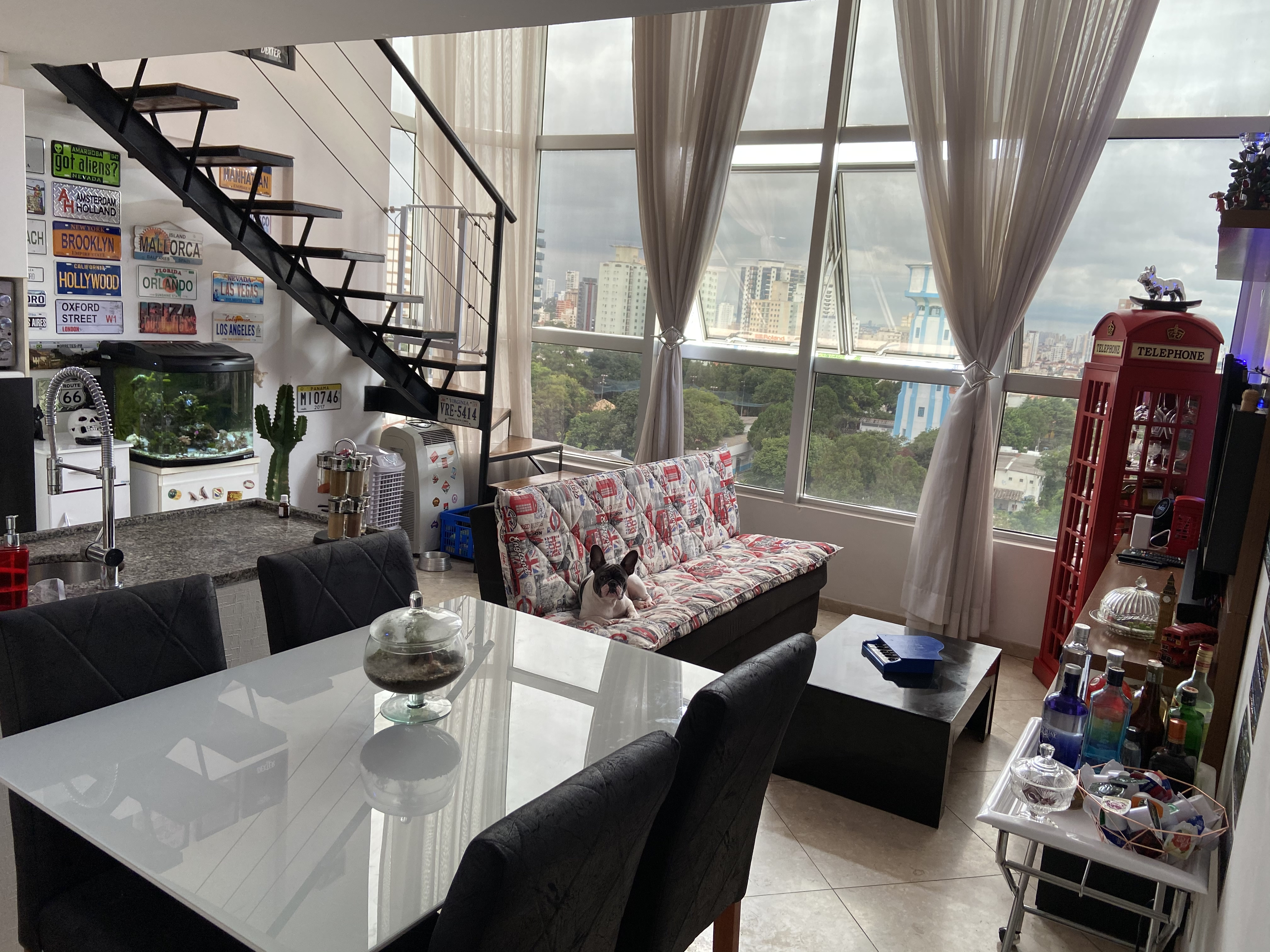
Sao Paulo, Bresil.

Un loft est un logement aménagé dans un ancien atelier, entrepôt, voire une usine. Ce choix permet de constituer des espaces entièrement ouverts et d'obtenir ainsi des volumes dégagés et éclairés, le plus souvent, par des fenêtres ou verrières percées dans les murs ou dans le toit (« sheds »). De plus, le loft garde l'empreinte, le souvenir visible de son ancienne destination (poutrelles métalliques dans une ancienne usine, voûtes dans une ancienne chapelle etc.).

## Origine
L'occupation d'anciens locaux commerciaux ou industriels est apparue dans les années 1970 aux États-Unis. Des artistes ont ainsi investi les ateliers dont les occupants avaient disparu ou avaient été déplacés hors des centres-villes, des usines, et des entrepôts désaffectés, dans lesquels ils trouvaient, à moindre coût, l'espace et le volume nécessaires à leurs créations.
Cet habitat a rapidement attiré des galeries, restaurants et bars « branchés », connectés à la vie artistique underground. Le processus de la spéculation immobilière a pris le relais beaucoup plus tard, apportant une clientèle aisée. Ces quartiers virent alors arriver les yuppies (« young urban professionals ») et dinkies (« double income no kids ») amateurs de ces espaces rénovés et non conformistes.

## Lofts en France
Le phénomène des lofts s'est répandu en France, à une échelle plus réduite, dans les années 1980 pour culminer avec la crise immobilière de 1990. Les lofts se sont concentrés dans les grandes agglomérations, dans lesquelles existait une clientèle et une vie artistique.
Les quartiers artisanaux ou industriels furent les premiers investis, 17e, 18e, 19e arrondissement de Paris (petites industries), quartier de la Bastille (artisanat du bois), quartier du sentier. Les communes périphériques suivirent le mouvement avec quelques années de décalage, principalement dans l'est parisien : Ivry-sur-Seine, Montreuil, Bagnolet, Pantin.
Cependant, la réhabilitation de bâtiments industriels en lofts ne se limite pas à la région parisienne. Certaines villes ayant un fort passé industriel textile, comme Roubaix, Tourcoing et Troyes, ont vu émerger de nombreux lofts aménagés dans d'anciennes usines et manufactures.

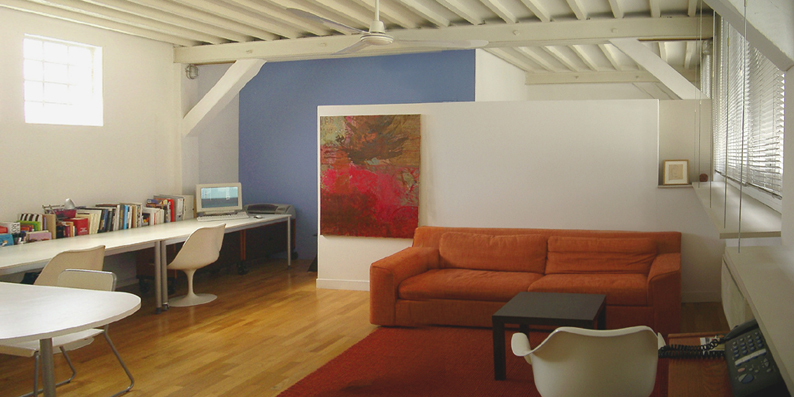
Vue intérieure d'un entrepôt industriel rénové, Paris 18e.

Le phénomène fut cependant limité par le coût de l'immobilier et les contraintes techniques et règlementaires imposées par l'administration. En France, ce type d'opération nécessite notamment la demande d'un « changement de destination » auprès de la mairie, dont la procédure est régie par le code de l'urbanisme.
Transformer et aménager un ancien local industriel en appartement à usage d'habitation permanente peut s'avérer parfois onéreux. Ce genre de construction, initialement accessible, est donc réservé aujourd'hui à une population plutôt aisée.

## Intérieur
Le style loft est un style de conception de l'espace avec son minimalisme inhérent à l'intérieur, l'abondance d'espace libre, la présence d'éléments industriels et d'usine. Un appartement de style loft décoré selon tous les canons crée vraiment le sentiment d'être dans un atelier industriel ou un abri de chantiers. Ses caractéristiques distinctives sont une grande pièce, avec un minimum de cloisons, la présence d'éléments antiques. Bien que le minimalisme soit inhérent au style, la conception de style loft est l'une des options de design d'intérieur les plus chères.
Éléments du style :
- Agencement libre d'une grande surface sans murs ni cloisons supplémentaires.
- Hauts plafonds.
- Décoration murale négligente ou inachevée, abondance de structures de construction visibles : maçonnerie, béton.
- Notes d'antiquité. L'intérieur loft doit comprendre les éléments suivants: cheminées, escaliers de style industriel, meubles aux détails caractéristiques du siècle dernier, luminaires[4].
- Manque de tons clairs. Les boutiques et les ateliers ne se sont jamais distingués par leur éclat dans le design. Cependant, les tons clairs prévalent toujours sur les tons foncés. Les espaces doivent être bien éclairés.
- Utilisation de matériaux naturels : bois, métal, verre, brique, béton, tissu. Pas de plastique, de films ou d'autres produits chimiques.